# For the Stars
For the Stars - Von Otter Meets Costello is een album van Elvis Costello samen met operazangeres Anne Sofie von Otter uit 2001. Het album bevat een combinatie van door Costello zelfgeschreven nummers en bewerkingen van nummers van artiesten als Abba, Tom Waits en The Beatles. Muzikale medewerking op het album wordt onder meer verleend door Benny Andersson.

## Lijst van nummers
| Titel: 1. No wonder 2. Baby Plays around 3. Go Leave 4. Rope 5. Don't Talk (Put Your Head on My Shoulder) 6. Broken Bicycles/Junk 7. The Other Woman 8. Like an Angel Passing Through My Room 9. Green Song 10. April After All 11. You Still Believe in Me 12. I Want to Vanish 13. For No One 14. Shamed Into Love 15. Just a Curio 16. This House Is Empty Now 17. Take It With Me 18. For the Stars | Tijd: 3:37 3:13 2:50 3:57 3:12 4:06 3:36 5:03 4:38 2:52 3:09 2:41 2:00 3:47 4:18 4:39 3:17 2:46 | Componist: Elvis Costello Calt O'Riordan; Declan MacManus Kate McGarrigle Elvis Costello; Fleshquartet Brian Wilson; Tony Asher Paul McCartney; Tom Waits Jessie Mae Robbinson Benny Andersson; Björn Ulvaeus Elvis Costello; Svante Henryson Ron Sexsmith Brian Wilson; Tony Asher Elvis Costello John Lennon; Paul McCartney Declan MacManus; Rubén Blades Elvis Costello; Fleshquartet Burt Bacharach; Elvis Costello Kathleen Brennan; Tom Waits Elvis Costello |